# Symfonie č. 2 (Fibich)
Symfonie č. 2 Es dur, op. 38, je druhá ze tří zralých symfonií českého skladatele Zdeňka Fibicha. Byla napsána v roce 1892. Její provedení trvá asi 35-40 minut.

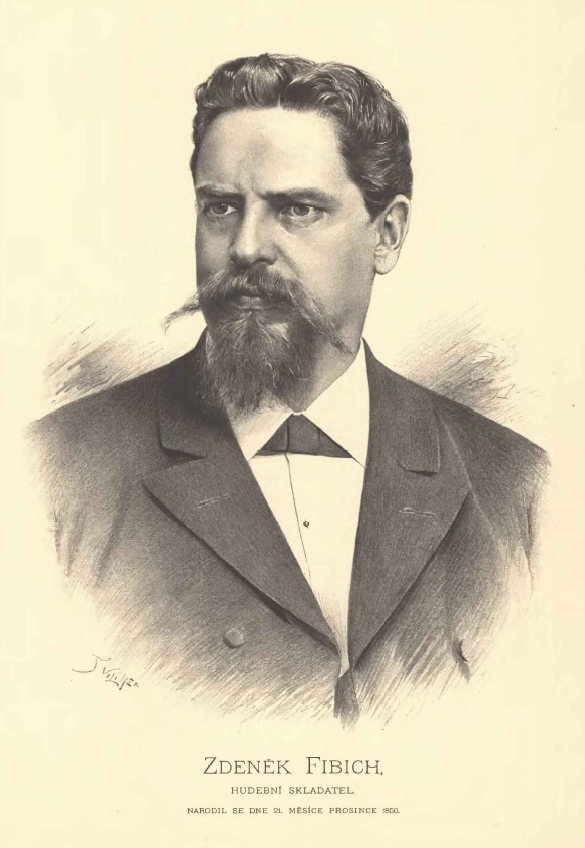
Zdeněk Fibich (rytina Jana Vilímka)

## Vznik skladby
Vznik Fibichovy Druhé symfonie spadá do doby po dokončení melodramatické trilogie Hippodamie (1891) a do počátku skladatelova intenzivního erotického vztahu s Anežkou Schulzovou. V první polovině 90. let 19. století vytvořil Fibich svá nejpopulárnější díla: první řadu drobných klavírních skladeb Nálady, dojmy a upomínky (1891-94, op. 41), selanku V podvečer (1893, op. 39) a volnou trilogii oper Bouře (1893-94, op. 40), Hedy (1894-95, op. 43) a Šárka (1896-97, op. 51).
Do této řady zapadá i symfonie č. 2 Es dur. Na rozdíl od skladatelovy První symfonie vznikla v krátkém období, v průběhu roku 1892, a je tematicky značně provázána s první řadou Nálad, dojmů a upomínek. Poprvé ji zahrál orchestr Národního divadla v Praze 9. dubna 1893 pod řízením skladatele. Měla u obecenstva i kritiky úspěch a upoutala mj. významného dirigenta Hanse Richtera, kterému Fibich později věnoval svou Třetí symfonii. 

## Struktura skladby
Fibichovu symfonii Es dur lze označit za první českou cyklickou symfonii (tedy sevřenou jedním tématem). Těžiště celé rozsáhlé symfonie tvoří krátké hlavní téma, sestávající z pouhého jednoho taktu fanfárovitého motivu svěřeného charakteristicky lesním rohům a něžnější, měkčí odpovědi smyčců (toto strukturální schéma odkazuje na první větu Fibichovy symfonie č. 1, kde je však pojednáno ve větší šíři). Toto hlavní téma je rozpracováno v první větě a pak prochází celou symfonií v různých rytmických i melodických referencích až do finále. Typická pro tuto symfonii je vedle melodické invence přehledná a účinná stavba a kondenzovanost a efektní zkratkovitost výrazu.
Přes absenci výslovně vyjádřeného programu lze považovat tuto symfonii za programní skladbu, popisující začátek a rozvinutí milostného vztahu, jak lze usoudit z porovnání hudby s okolnostmi vzniku díla, a zejména z návaznosti na ryze programní motivy z Nálad, dojmů a upomínek. První věta tak popisuje nesmělé první setkání a zrod lásky, druhá věta je milostným vyznáním, třetí je návalem radostného nadšení nad naplněním vztahu a finále představuje sebevědomé vykročení do života plného lásky.

### 1. věta (Allegro moderato)
Rázné "mužské" hlavní téma první věty je současně ústředním tématem symfonie. V kontrastu stojí vedlejší "ženské" téma, které je intonačně spjato s Dojmem č. 46 "portrét Anežčiny hlavy". Střídání vášnivého lyrického návalu a zdrženlivosti až ostýchavosti přiléhavě popisuje citové vzrušení.

### 2. věta (Adagio)
Oproti tradičnímu symfonickému schématu následuje pomalá druhá věta (zatímco scherzo tvoří větu třetí). Celá věta je velký milostný zpěv, její téma je převzato z Upomínky v H dur zvané Otázka a odpověď a datované dnem 1. července 1892, kdy Zdeněk Fibich vyznal lásku Anežce Schulzové. Věta však není idylická a uprostřed se objevuje pasáž s rozčilenými synkopami a až tragickým nádechem. Po návratu milostného tématu se toto varování objeví ještě hlasitě těsně před koncem věty, který však patří v pianissimu připomenutému ústřednímu tématu.

### 3. věta (Scherzo:Presto)
Velmi dynamická třetí věta, často využívající kontrast mezi žesťovými nástroji, zejména výraznými trubkami, a smyčcovými nástroji, hrajícími v neméně energickém, akcentovaném rytmu. Toto hlavní téma věty, jež je důmyslně odvozeno z ústředního tématu symfonie, popisuje Jaroslav Jiránek jako "gejzír radosti"; střední část (Molto meno mosso) s vedlejším tématem v rytmu sousedské je sice pokojnější a idyličtější, ale i v něm převládá radostná nálada.

### 4. věta (Finale:Allegro energico)
Ve finále radostná nálada z třetí věty dále pokračuje a je postupně gradována až k vítězoslavnému vygradování; mezitím však prochází řadou epizod: vypjatě lyrickou pasáží opírající se o Upomínku č. 132, připomenutí zlověstného motivu z 2. věty a jemného uklidnění až taneční povahy (Meno mosso). Muzikolog Jaroslav Havlík hovoří o "sebevědomé, znamenitě vystupňované hudební manifestaci opojné radosti z naplněného milostného citu", Fibichovský badatel Jaroslav Jiránek považuje tuto větu za "pravou perlu Fibichova symfonického umění".

## Nahrávky
V současnosti jsou na hudebních nosičích (CD) dostupné zejména tyto nahrávky:
- 1950, dirigent Karel Šejna, Česká filharmonie. Nahrávka Supraphonu několikrát vydaná na LP a CD, naposledy v kompletu Fibichových symfonií jako SU 3618-2 902
- 1976, dirigent Jiří Waldhans, Státní filharmonie Brno, Supraphon 32CO-1256 (11 0657-2 011)
- 1994, dirigent Neeme Järvi, Detroit Symphony Orchestra. Nahrávka firmy Chandos, naposledy vydána v kompletu Fibichových symfonií jako 9682(2)
- 1996, dirigent Andrew Mogrelia, Razumowsky Symphony Orchestra, Naxos 8.553699

Existují i další nevydané nahrávky, například rozhlasové nahrávky Janáčkovy filharmonie Ostrava s dirigentem Josefem Hrnčířem (1980) a Symfonického orchestru Českého rozhlasu v Praze s dirigentem Stanislavem Boguniou (2000).